# Machimus tugajorum
Machimus tugajorum là một loài ruồi trong họ Asilidae. Machimus tugajorum được Lehr miêu tả năm 1964. Loài này phân bố ở vùng Cổ Bắc giới.